# Леклерк, Пьер
Пьер Леклерк (фр. Pierre Leclercq; род. 29 июля 1972, Бастонь, Валлония) — бельгийский автомобильный дизайнер.

## Биография
Родился в 1972 году в Бастоне. Изучал промышленный дизайн в Высшей школе искусств Сен-Люк в Льеже, позже продолжил образование по специальности мобильный дизайн в Колледже дизайна Арт-центра в Пасадине, США.
Трудовую деятельность начал в итальянской дизайнерской компании Zagato, которая в различное время разрабатывала дизайн для автомобилей различных марок включая Alfa Romeo, Ferrari, Maserati, Aston Martin, Lamborghini и ряда других. Через год работы в итальянской компании продолжил карьеру в компании Ford.
В 2000 году перешёл на работу в компанию BMW и переехал в Мюнхен, ему приписывают дизайн экстерьера BMW X5 и X6. Через шесть лет после начала работы в компании получил должность шеф-дизайнера подразделения немецкого концерна BMW M. Ушёл из компании в 2013 году и возглавил отдел дизайна в китайском автоконцерне Great Wall Motors, проработал в компании 4 года, вместе с командой занимался разработкой кроссоверов в том числе марок Haval и Wey, привнёс дизайну автомобилей марки Haval черты дизайна характерного для моделей BMW.
В 2017 году перешёл на работу в корейскую компанию Kia Motors заниматься долгосрочной стратегией развития стиля всего модельного ряда.
В 2018 году занял должность шеф-дизайнер французского автопроизводителя Citroën. В 2023 году на брюссельском автосалоне Леклерк представил новую модель электромобиль Citroën Oli.